# Selección de baloncesto de Maldivas
La selección de baloncesto de Maldivas es el equipo formado por jugadores de nacionalidad maldiva que representa a la Asociación de Baloncesto de Maldivas en las competiciones internacionales organizadas por la Federación Internacional de Baloncesto (FIBA) o el Comité Olímpico Internacional (COI): los Juegos Olímpicos, la Copa Mundial de Baloncesto y el Campeonato FIBA Asia.

## Historia
Fue creada en el año 1997 y ese mismo año se afilió a FIBA Asia, aunque todavía no sabe lo que es clasificar al torneo internacional.
Su mayor logro ha sido llegar a la final del Campeonato del Sudeste Asiático de 2016 que perdió ante el anfitrión India.

## Historial

### Copa Mundial
Resultado General: No ocupa puesto
| Copa Mundial de Baloncesto |
| --- |
| - 1950: No calificó - 1954: No calificó - 1959: No calificó - 1963: No calificó - 1967: No calificó - 1970: No calificó - 1974: No calificó - 1978: No calificó - 1982: No calificó - 1986: No calificó - 1990: No calificó - 1994: No calificó - 1998: No calificó - 2002: No calificó - 2006: No calificó - 2010: No calificó - 2014: No calificó - 2019: No calificó - 2023: No calificó - 2027: TBD |

### Juegos Olímpicos
| Baloncesto en los Juegos Olímpicos |
| --- |
| - Berlín 1936: No calificó - Londres 1948: No calificó - Helsinki 1952: No calificó - Melbourne 1956: No calificó - Roma 1960: No calificó - Tokio 1964: No calificó - México 1968: No calificó - Múnich 1972: No calificó - Montreal 1976: No calificó - Moscú 1980: No calificó - Los Ángeles 1984: No calificó - Seúl 1988: No calificó - Barcelona 1992: No calificó - Atlanta 1996: No calificó - Sídney 2000: No calificó - Atenas 2004: No calificó - Pekín 2008: No calificó - Londres 2012: No calificó - Río 2016: No calificó - Tokio 2020: No calificó - París 2024: No calificó |

### Campeonato FIBA Asia
| Campeonato FIBA Asia | Campeonato FIBA Asia | Campeonato FIBA Asia | Campeonato FIBA Asia | Campeonato FIBA Asia | Campeonato FIBA Asia |
| -------------------- | -------------------- | -------------------- | -------------------- | -------------------- | -------------------- |
| - 1960: No calificó  |                      | - 1983: No calificó  |                      | - 2005: No calificó  |                      |
| - 1963: No calificó  |                      | - 1985: No calificó  |                      | - 2007: No calificó  |                      |
| - 1965: No calificó  |                      | - 1987: No calificó  |                      | - 2009: No calificó  |                      |
| - 1967: No calificó  |                      | - 1989: No calificó  |                      | - 2011: No calificó  |                      |
| - 1969: No calificó  |                      | - 1991: No calificó  |                      | - 2013: No calificó  |                      |
| - 1971: No calificó  |                      | - 1993: No calificó  |                      | - 2015: No calificó  |                      |
| - 1973: No calificó  |                      | - 1995: No calificó  |                      | - 2017: No calificó  |                      |
| - 1975: No calificó  |                      | - 1997: No calificó  |                      | - 2022: No calificó  |                      |
| - 1977: No calificó  |                      | - 1999: No calificó  |                      | - 2025: No calificó  |                      |
| - 1979: No calificó  |                      | - 2001: No calificó  |                      |                      |                      |
| - 1981: No calificó  |                      | - 2003: No calificó  |                      |                      |                      |

## Palmarés
- Campeonato del Sudeste Asiático:

-  Subcampeón (1): 2016